# Romik Chaczatrian
Romik Chaczatrian (orm.: Ռոմիկ Խաչատրյան, ur. 23 sierpnia 1978 w Martuni) – ormiański piłkarz występujący na pozycji pomocnika.

## Kariera klubowa
Chaczatrian karierę rozpoczynał w 1995 roku w Piuniku Erywań, grającym w pierwszej lidze ormiańskiej. Dwa razy zdobył z nim mistrzostwo Armenii (1996, 1997), a także raz Puchar Armenii (1996). W 1999 roku odszedł do Cementu Ararat i w tym samym roku zwyciężył z nim w rozgrywkach Pucharu Armenii. W 2000 roku klub zmienił nazwę na Araks Ararat, a Chaczatrian wywalczył z nim mistrzostwo Armenii.
W 2000 roku przeszedł do cypryjskiego Olympiakosu Nikozja, z którym sezonie 2000/2001 wywalczył wicemistrzostwo Cypru. W 2002 roku odszedł na jeden sezon do APOEL-u, a następnie wrócił do Olympiakosu. Na początku 2005 roku przeniósł się stamtąd do greckiego OFI 1925, którego barwy reprezentował do końca sezonu 2005/2006.
Potem Chaczatrian wrócił do swojego pierwszego klubu, Piuniku Erywań. W 2006 roku zagrał tam 3 meczach, po czym odszedł do cypryjskiego Anorthosisu Famagusta.
W trakcie sezonu 2006/2007 został zawodnikiem rumuńskiej Unirei Urziceni, a po jego zakończeniu przeszedł do Universitatei Kluż (oba zespoły występujące w pierwszej lidze rumuńskiej).
W 2008 roku Chaczatrian wrócił na Cypr, gdzie grał w APOP Kinyras Peyias. W tym samym roku przeniósł się z powrotem do Armenii i występował tam w Banancu Erywań
oraz w Gandzasarze Kapan. Następnie ponownie grał na Cyprze w drużynach AEP Pafos i Omonia Aradipu. W 2012 roku był zaś zawodnikiem uzbeckiego Lokomotivu Taszkent, który był ostatnim klubem w jego karierze.

## Kariera reprezentacyjna
W reprezentacji Armenii Chaczatrian zadebiutował 30 marca 1997 w przegranym 0:7 towarzyskim meczu z Gruzją, a 26 marca 2005 w wygranym 2:1 pojedynku eliminacji Mistrzostw Świata 2006 z Andorą strzelił swojego jedynego gola w kadrze. W latach 1997–2008 w drużynie narodowej rozegrał 55 spotkań.